# Antonio Gómez Fernández
Antonio Santiago Gómez Fernández, más conocido como Antonio Gómez, nacido en Vigo provincia de Pontevedra, España, el 13 de julio de 1957, es un exfutbolista y entrenador de fútbol español.

## Carrera deportiva
Gómez es conocido, sobre todo, por su faceta como futbolista del Real Club Celta. Debutó en 1976 en Primera División al subir desde el Gran Peña junto con el portero Alemani. Dos años más tarde cambió Balaídos por La Romareda, jugando también con el cuadro maño en Primera. Volvió a Vigo, permaneciendo en las filas celestes hasta 1984. Durante su carrera deportiva, Antonio Gómez jugó en el centro de la defensa, tanto de central como de libre.
Llegó a ser internacional en una ocasión con la selección española sub-21.
Una vez que colgó las botas, dio el salto a los banquillos, con una amplia carrera. Entrenó al Juvenil de Ponteareas, pasando posteriormente por el Celta B, Pontevedra CF, CD Numancia con el cual ascendió a la Segunda A tras su incorporación en diciembre de 1996. Más tarde entrenaría al Real Valladolid B, FC Cartagena, Benidorm CD, Club Deportivo Ourense y Cultural Leonesa en el 2007.
En 2010 el Real Murcia lo contrató para dirigir al filial en Tercera División a Antonio Gómez, que será el encargado de dirigir a un Real Murcia Club de Fútbol Imperial cargado de jugadores del División de Honor. En 2011 se convierte en entrenador del Porriño Industrial CF, en donde finalizó la temporada en sexta posición, a diez puntos del ascenso a la Regional Autonómica Sur. El equipo de Gómez fue el quinto equipo más goleador del campeonato con sesenta goles y el cuarto menos goleado con cuarenta.
En junio de 2012 los dirigentes del Coruxo Fútbol Club hicieron oficial la contratación como nuevo entrenador del equipo verde para la temporada 12/13. Sucediendo a Josiño Abalde. El 23 de octubre de 2013 es cesado en el cargo de entrenador del Coruxo club de Fútbol siendo sustituido por Rafa Sáez. El 26 de diciembre de 2015 se incorpora como nuevo entrenador del AD Mérida tras la destitución de Ángel Luis Alcázar.
El 22 de junio de 2017, se confirma que entrenará al Gran Peña, que durante la temporada 2017-2018 competirá en primera autonómica. El 6 de noviembre de 2019 el Gondomar CF anuncia su fichaje.

## Clubes como jugador
| Club                | País                | Años                | Partidos | Goles encajados |
| ------------------- | ------------------- | ------------------- | -------- | --------------- |
| Gran Peña           | España              | 1975                |          |                 |
| Celta de Vigo       | España              | 1976-1978           | 35       | 0               |
| Real Zaragoza       | España              | 1978-1979           | 2        | 0               |
| Celta de Vigo       | España              | 1979-1984           | 109      | 4               |
| Cartagena           | España              | 1984-1985           | 10       | 0               |
| Arosa               | España              | 1985-1986           | 5        | 0               |
| Total en su carrera | Total en su carrera | Total en su carrera | 161      | 4               |

(Incluye partidos de 1ª, 2ª, 2ªB y Copa de la Liga)

#### Campeonatos nacionales
| Título                              | Club          | País   | Año       |
| ----------------------------------- | ------------- | ------ | --------- |
| Liga de Segunda División B Grupo 1º | Celta de Vigo | España | 1980-1981 |
| Liga de Segunda División            | Celta de Vigo | España | 1981-1982 |

## Clubes como entrenador
| Club                  | País                   | Años            |
| --------------------- | ---------------------- | --------------- |
| Juvenil de Ponteareas | España                 |                 |
| Celta de Vigo B       | España                 | 1990-1993       |
| Pontevedra            | España                 | 1993-1996       |
| Numancia              | España                 | 1996-1998       |
| Valladolid B          | España                 | 1998-1999       |
| Cultural Leonesa      | España                 | 2000-2001       |
| Ourense               | España                 | 2002-2003       |
| Benidorm              | España                 | 2004-2005       |
| Cultural Leonesa      | España                 | 2006-2007       |
| Choco                 | España                 |                 |
| Murcia Imperial       | España                 | 2010-2011       |
| Porriño Industrial    | España                 | 2011-2012       |
| Coruxo                | España                 | 2012-2014       |
| Al-Wahda FC           | Emiratos Árabes Unidos | 2015            |
| AD Mérida             | España                 | 2015-2016       |
| Gran Peña Fútbol Club | España                 | 2017-2018       |
| Gondomar CF           | España                 | 2019-actualidad |